# Three Forks
Three Forks é uma cidade localizada no estado americano de Montana, no Condado de Gallatin.

## Demografia
Segundo o censo americano de 2000, a sua população era de 1728 habitantes.
Em 2006, foi estimada uma população de 1845, um aumento de 117 (6.8%).

## Geografia
De acordo com o United States Census Bureau tem uma área de
3,4 km², dos quais 3,3 km² cobertos por terra e 0,1 km² cobertos por água. Three Forks localiza-se a aproximadamente 1243 m acima do nível do mar.

## Localidades na vizinhança
O diagrama seguinte representa as localidades num raio de 32 km ao redor de Three Forks.